# Feltalálók napja
A feltalálók napja az a nap, amikor az adott országban a feltalálók közreműködéseiről, munkásságáról emlékeznek meg. Nem minden országban tartanak feltalálók napját. Azokban az országokban, ahol mégis tartanak ilyen napot, többnyire egymástól eltérő módon, szinteken és naptári napokon tartják meg.

## Feltalálók napja országok szerint

### Argentína

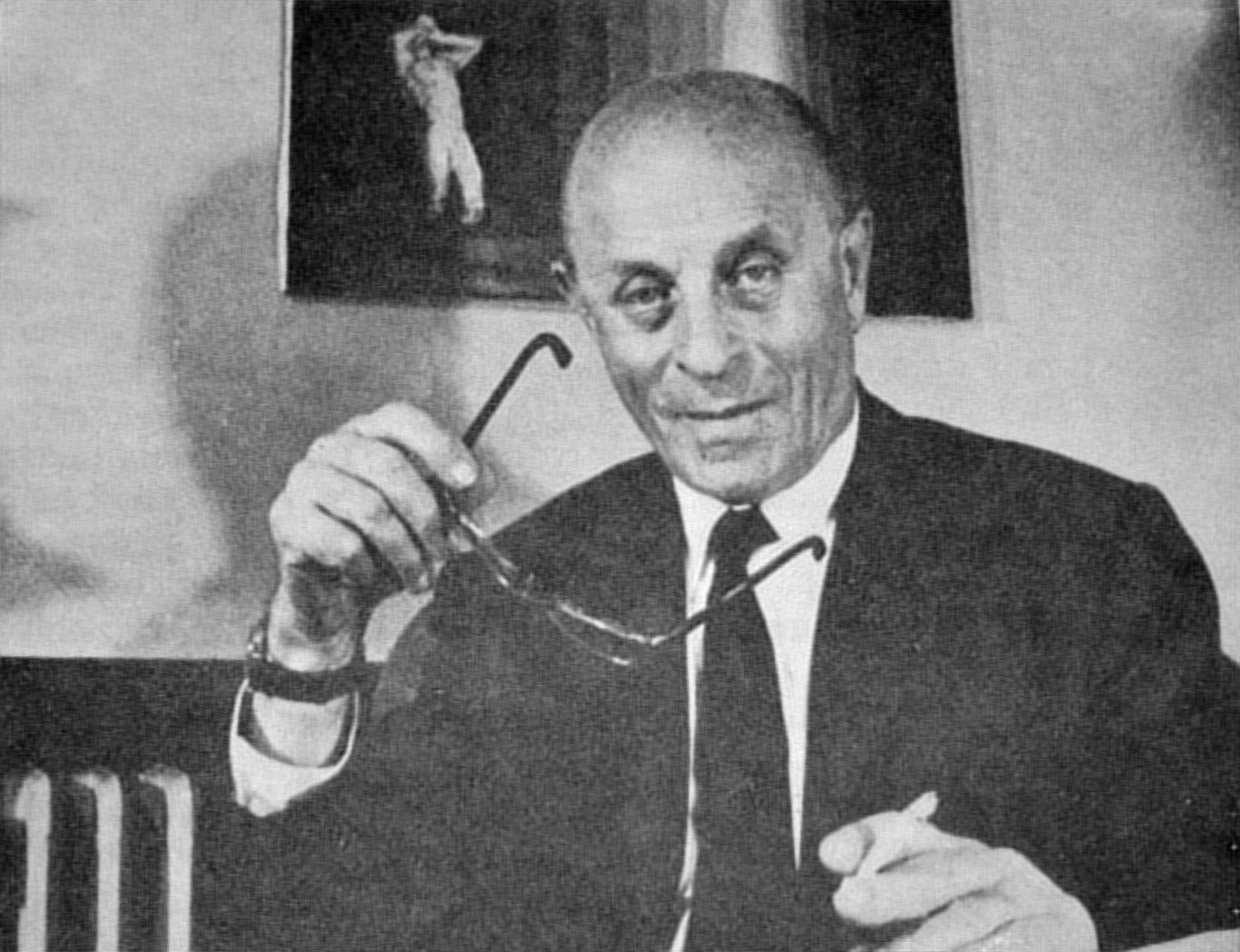
Bíró László Argentínában 1978 körül

Argentínában a feltalálók napját (spanyol nyelven: Día del Inventor) 1986 óta tartják meg, minden év szeptember 29-én Bíró László József, a golyóstoll feltalálójának születése évfordulóján.

### Ausztria,NémetországésSvájc

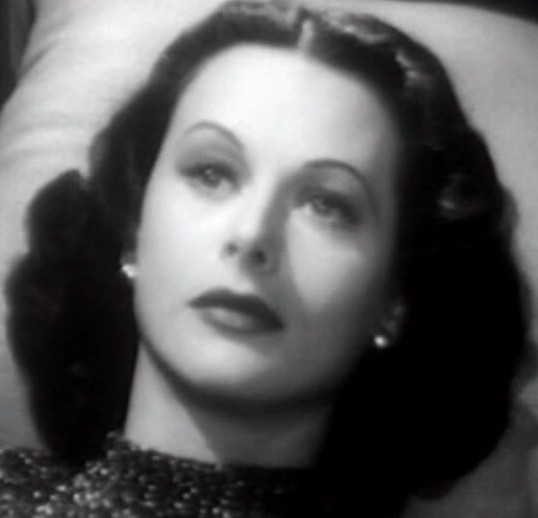
Hedy Lamarr színésznő és feltaláló

A feltalálók napját Ausztriában, Németországban és Svájcban minden év november 9-én tartják, az osztrák származású Hedy Lamarr színésznő és feltaláló születése évfordulóján.

### Magyarország

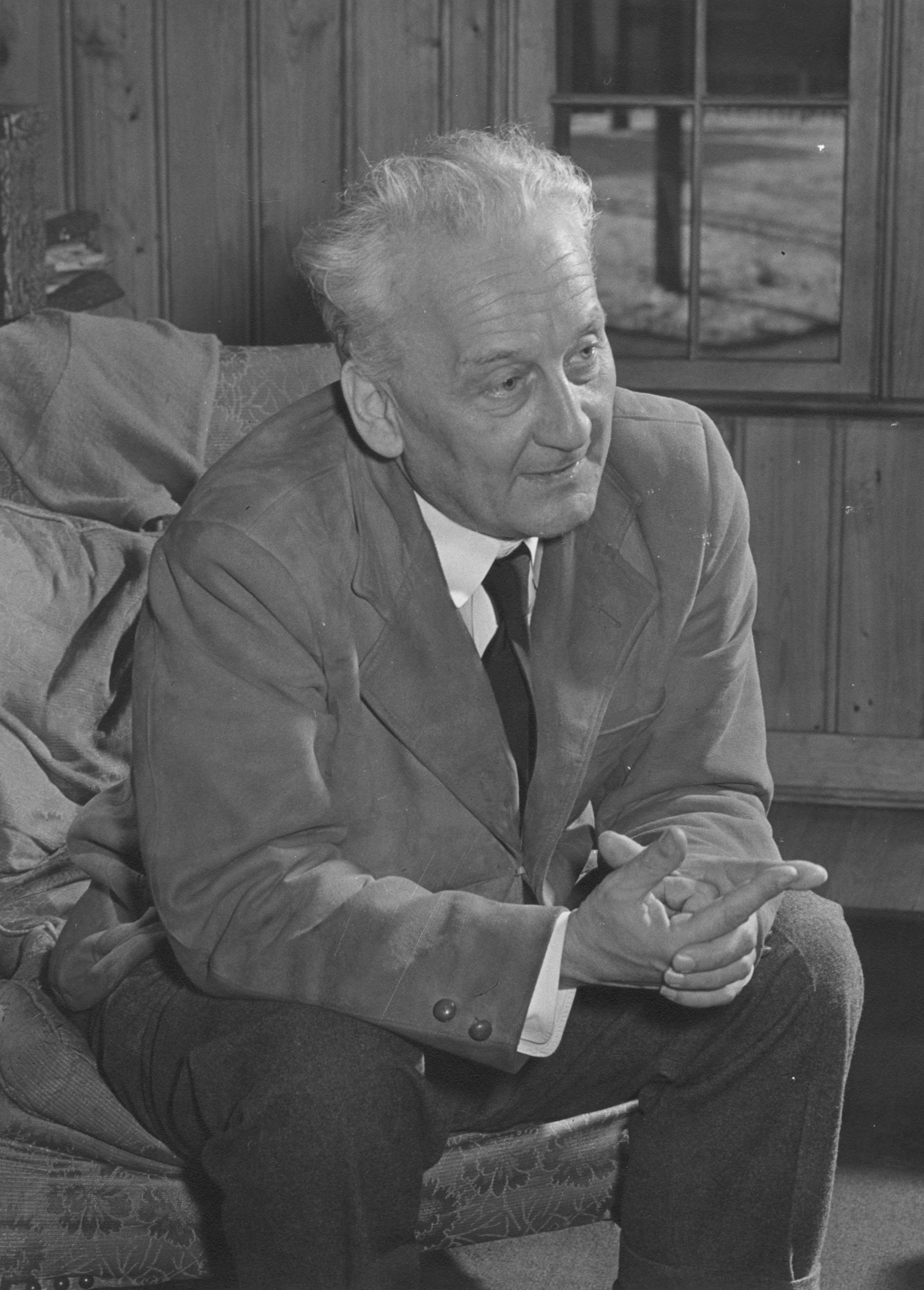
Szent Györgyi Albert

Magyarországon a feltalálók napját minden év június 13-án tartják Szent-Györgyi Albert emlékére, aki 1941-ben bejegyeztette a C-vitaminra vonatkozó szabadalmát. A Magyar feltalálók napját a Magyar Feltalálók Szövetsége kezdeményezte 2009-ben.

### Moldova
Moldovában 1995 óta tartják meg a Feltalálók és Észszerűsítők napját minden év júniusának végén.

### Thaiföld
Thaiföldön minden év február 2-án tartják a feltalálók napját. A thai kormány az akkori thai államfő: IX. Ráma thaiföldi király (nevének hagyományos magyar átírásával: Bhumibol Aduljadezs) által 1993. február 2-án bejegyeztetett alacsony sebességű felületi szellőztető feltalálásának emlékére vezette be ezt a napot.

### Amerikai Egyesült Államok

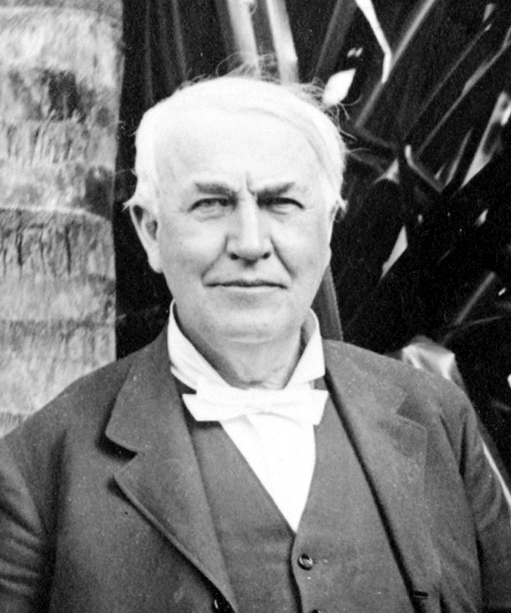
Thomas Edison, otthonában 1914-ben

Ronald Reagan elnök 1983. február 11-én iktatta törvénybe a Nemzeti feltalálók napját.  Proclamation 5013 Archiválva 2014. április 10-i dátummal a Wayback Machine-ben